# Estación Paillaco
Paillaco  es una estación de ferrocarriles ubicada en la comuna chilena homónima de la región de Los Ríos, que es parte de la Línea Troncal Sur. Su inauguración oficial en 1906 y funcionamiento formaron parte del proceso de expansión del ferrocarril en el sur del país durante el siglo XIX.
Actualmente no existen servicios que se detengan en esta estación.

## Historia
La estación aparece con la construcción del ferrocarril Valdivia-Victoria-Osorno, que inició sus obras en 1888 y que sufrió muchos contratiempos durante su construcción. El trabajo se subdividió en dos grandes secciones, desde estación Valdivia hasta estación Pichi-Ropulli, y desde Pichi-Ropulli hasta la estación Osorno. El trazado y las vías entre Pichi-Ropulli y estación Reumén estaba finalizado; pero debido a problemas de construcción del tramo entre estación Collilelfu (actual estación Los Lagos) y Reumén, el Estado de Chile otorgó más prórrogas de construcción, y pone como límite de su entrega el 1 de marzo de 1899; sin embargo, debido varias razones el segmento y el total del ferrocarril se recepcionan provisionalmente las obras el 3 de noviembre de 1899, incluida esta estación.
En 1902 se finalizan todas las obras menores de las vías que conectan a Pichi-Ropulli con Antilhue. El presidente Germán Riesco inauguró oficialmente las obras del tren Valdivia-Osorno el 11 de abril de 1906.
La construcción de la estación permitió la aparición de los primeros asentamientos que dieron paso a la actual localidad de Paillaco. Estos asentamientos aparecieron debido a la necesidad de «proveer de alimentos y otras mercancías a los centenares de carrilanos que se establecieron temporalmente en esta zona para abastecer de ripio a los trenes lastreros que desde 1894 iban abasteciendo la línea entre Purey y Osorno».

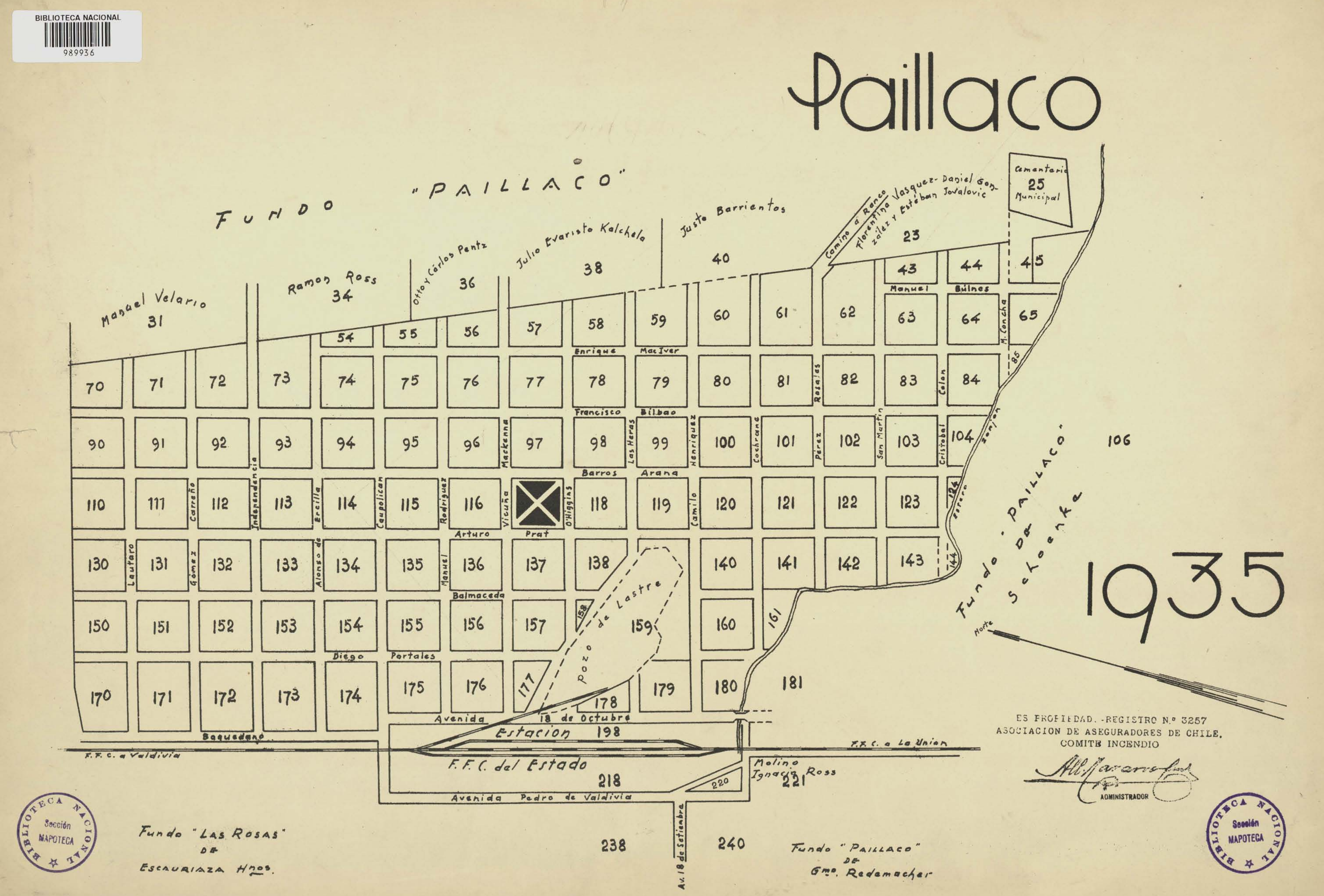
Localidad de Paillaco c. 1935; se puede apreciar la estación en la parte inferior del mapa.

Para 1935 existió un desvío hacia un pozo de lastre. Para 1985 este ya no existía.
Hasta la década de 1960 la estación prestó servicios de pasajeros.
Operativo hasta el 1996 con el Rápido de Los Lagos. Desde 6 de diciembre de 2005 se inaugura el Servicio Regional Temuco-Puerto Montt, con dos frecuencias diarias por sentido, las cuales se cruzan en esta localidad. Hasta el 27 de marzo de 2006, fecha en que el cruzamiento ocurre en Los Lagos. Se pensó integrar a esta estación como detención del servicio Regional Victoria-Puerto Montt.[cita requerida]
Actualmente la estación no presta ningún servicio de pasajeros; la estación y andenes se encuentran en pie.

## Infraestructura
En 1938 la Empresa de Los Ferrocarriles del Estado hizo la contratación para la construcción de la bodega definitiva de la estación.
En 2013 la estación y la vivienda del jefe de estación estaban abandonados; y es por medio de gestiones de EFE y los funcionarios durante el periodos de la exalcaldesa Ramona Reyes que se logró el usufructo para el proceso de restauración de estos edificios.
En 2015 la antigua estación fue modernizada para dar cabida a una biblioteca municipal, y la bodega anexa se utilizó como depósito. Además, en noviembre del mismo año se inauguró el Restaurante y Cafetería Nueva Estación.[cita requerida] El 29 de mayo de 2016 se inauguró el «Centro Cultural Estación» de Paillaco, ubicado en el antiguo edificio de pasajeros de la estación.

### Protección patrimonial
Diversas iniciativas municipales y comunitarias han promovido su restauración, con el objetivo de transformarla en un espacio cultural y social que conserve la memoria histórica del tren y su impacto en la identidad local. El objetivo final de este proceso es que el recinto estación opere como un espacio destinado al desarrollo cultural y social, contemplando iniciativas como un Centro Cultural y Comunitario, un ELEAM y un mercado para productores locales.

## Etimología
En mapadungun (idioma mapuche), Paillaco se traduce como «Aguas tranquilas». Hacia finales del siglo XIX ya existían asentamientos mapuches, quienes ocupaban el valle central y se proyectaban hasta la cordillera. Cabe destacar que más adelante llegaron inmigrantes foráneos, principalmente alemanes, palestinos y árabes.